# Alvarezsaurus
Alvarezsaurus ("Alvarezs ödla") är ett släkte av små alvarezsaurier som var dinosaurier från yngre krita. De levde bland annat i dagens Argentina för cirka 86 till 83  miljoner år sedan. Enligt uppskattningar hade de en längd på cirka två meter och vägde cirka 20 kg. Fossil hittades i en geologisk formation i Patagonien och namngavs av paleontologen José Bonaparte 1991 efter historikern Don Gregorio Alvarez.
Typarten A. calvoi var tvåbent och hade en lång svans. Extremiteternas konstruktion tyder på att den var en snabb löpare. Den kan ha varit insektsätande och var en mera basal medlem av sin familj än Mononykus eller Shuvuuia. Släktets systematik var länge omstridd.